# Luzhou
Luzhou, Lu-Chou ou Luchow (泸州) é uma cidade da província de Sujuão, na China. Localiza-se no sul do país. Tem cerca de 511 mil habitantes. É condado desde o século II a.C.